# Tomas Gustafson
Tomas Gustafson (n. 28 decembrie 1959, Katrineholm, Södermanlands län, Suedia) este un patinator de viteză ce a reprezentat Suedia, medaliat olimpic. A participat la 4 ediții ale Jocurilor Olimpice (1980, 1984, 1988, 1992) în care a câștigat 3 medalii de aur și o medalie de argint.